# Oppunda och Villåttinge häraders valkrets
Oppunda och Villåttinge häraders valkrets i Södermanlands län var vid riksdagsvalen till andra kammaren 1866-1878 en egen valkrets. Inför valet 1881 delades valkretsen upp i Oppunda härads valkrets och Villåttinge härads valkrets.

## Riksdagsmän
- Carl Gustaf Indebetou, lmp (1867-1869)
- Lars Ersson (1870–1881)